# باري بينغهام سينيور
باري بينغهام سينيور (بالإنجليزية: Barry Bingham, Sr.)‏ هو صحفي أمريكي، ولد في 10 فبراير 1906، وتوفي في 15 أغسطس 1988.